# Re:START
「Re:START」は、2005年10月5日にソニー・ミュージックレコーズより発売されたsurfaceの17枚目のシングル。

## 解説
ソニー・ミュージックレコーズに移籍後初、surfaceへの改名後初のシングルであり、前作「フレーム」から約1年ぶりのに発売されたシングルである。表題曲の「Re:START」はテレビ東京系テレビアニメ『焼きたて!!ジャぱん』のエンディングテーマに起用されていた。また、編曲家には渡辺善太郎が起用された。特典として初回プレス盤のみステッカーが封入されていた。

## 収録曲
1. Re:START
作詞:椎名慶治、作曲:椎名慶治・永谷喬夫 、編曲:渡辺善太郎・永谷喬夫・椎名慶治
2. CALLED GAME
作詞:椎名慶治、作曲:椎名慶治・永谷喬夫 、編曲:永谷喬夫・椎名慶治
3. airy
作詞:椎名慶治、作曲:椎名慶治・永谷喬夫 、編曲:渡辺善太郎・永谷喬夫・椎名慶治
4. Re:START-TV Edit-